# Primera B Metropolitana
De Primera B Metropolitana is een van de twee competities op het derde niveau van het voetbal in Argentinië.
In de Primera B Metropolitana spelen clubs uit de provincies Buenos Aires en Santa Fe. In het Torneo Argentino A spelen teams uit de rest van het land. De competitie wordt door de Argentijnse voetbalbond georganiseerd. De kampioen promoveert naar de Primera B Nacional en de nummers twee tot en met negen nemen deel aan de play-off (Torneo Reducido) waarvan de winnaar promotie-degradatiewedstrijden tegen een team uit de Primera B Nacional mag spelen. De nummer laatst degradeert naar de Primera C Metropolitana en de nummer een-na-laatst speelt promotie-degradatiewedstrijden tegen de play-off winnaar van de Primera C Metropolitana.

## Uitslagen
| Seizoen | Kampioen               | Ook gepromoveerd | Gedegradeerd naar de Primera C        |
| ------- | ---------------------- | ---------------- | ------------------------------------- |
| 1998–99 | Argentino de Rosario   | Temperley        | Deportivo Laferrere Sportivo Dock Sud |
| 1999–00 | Estudiantes (BA)       |                  | L. N. Alem General Lamadrid           |
| 2000–01 | Defensores de Belgrano |                  | Berazategui Colegiales                |
| 2001–02 | Social Español         |                  | Deportivo Merlo Ituzaingó             |
| 2002–03 | Ferro Carril Oeste     |                  | Argentino de Rosario San Miguel       |
| 2003–04 | Sarmiento              |                  | Argentino de Quilmes Colegiales       |
| 2004–05 | Tigre                  |                  | Argentino de Rosario                  |
| 2005–06 | Platense               |                  | Deportivo Laferrere                   |
| 2006–07 | Almirante Brown        |                  | El Porvenir                           |
| 2007–08 | CA All Boys            | Los Andes        | Defensores de Cambaceres              |
| 2008–09 | Sportivo Italiano      | Deportivo Merlo  | Talleres (RE)                         |
| 2009–10 | Almirante Brown        |                  | Central Córdoba                       |
| 2010–11 | CA Atlanta             |                  | Deportivo Español                     |

Acassuso · Almagro · Almirante Brown · Brown de Adrogué · Armenio · Atlanta · Barracas Central · Chacarita · Colegiales · Comunicaciones · Villa Dálmine · Deportivo Español · Estudiantes Buenos Aires · Fénix · Sportivo Italiano · Los Andes · Deportivo Merlo · Deportivo Morón · Platense · Tristán Suárez · Villa San Carlos · UAI Urquiza